# 5백만불의 사나이
"5백만불의 사나이"(A Millionaire on the Run)는 하리마오 픽쳐스에서 제작된 대한민국의 김익로 데뷔 영화작품이다. 로비자금 500만불 전달을 지시한 뒤 자신을 죽이고 돈을 빼돌리려는 한 상무(조성하)의 음모를 알게 된, 대기업 부장 최영인(박진영)이 얼떨결에 합류하게 된 불량소녀 남미리(민효린)과 함께 대반격에 나서는 코믹 추적극이다.

## 줄거리
상사에게 뒤통수 맞은 회사원의 5백만불짜리 반격이 시작된다! 회사원, 돈가방을 든 특급 도망자가 되다! 촉망 받는 대기업 엘리트 부장, 얼굴 빼고는 모든 것이 명품인 능력 있는 로비스트 최영인(박진영)은 보스 한 상무(조성하)의 명령으로 로비자금 5백만불을 배달하러 가던 중 괴한하게 습격을 당하고 만다. 친형처럼 따랐던 한 상무가 자신을 제거하고 돈을 빼돌리려 했다는 충격적인 사실을 알게 된 영인은 얼떨결에 돈가방을 든 채 도망가게 된다. 그 후, '번개'로 만난 깡패 필수(오정세)의 물건을 훔쳐 달아나던 불량소녀 미리(민효린)와 어쩌다 동행하게 된다. 이유는 달라도 목표는 하나! 5백만불의 사나이를 잡아라! 5백만불이 든 돈가방을 되찾으려는 냉혈한 한 상무와 무시무시한 조폭 조 사장(조희봉) 일당. 그리고 사건을 수사하던 경찰에게까지 쫓기게 된 영인, 그리고 미리를 쫓는 필수 패거리까지 추격자 무리에 합류하게 되고 영인과 미리는 설상가상 비자금 탈취로 전국 수배까지 당하게 된다. 쫓기기만 하던 영인은 이제 그들을 향한 반격의 준비를 시작한다! 과연, 5백만불은 누구의 손에 들어갈 것인가?

## 캐스팅

### 주요 인물
- 최영인 : 박진영
- 남미리 : 민효린
- 한 상무 : 조성하
- 조 사장 : 조희봉
- 필수 : 오정세

### 주변 인물
- 오경만 반장 : 김준배
- 황 형사 : 이상홍
- 남 실장 : 한철우
- 남수 : 장대윤
- 형철 : 고경표
- 구남 : 탁트인
- 정란 : 서지승
- 이상희 부장 : 윤미영
- 광수대장 : 장남열

### 그 외 인물
- 조 사장 부하 1 : 변정현
- 조 사장 부하 2 : 이선구
- 조 사장 부하 3 : 박지원
- 필수 부하 1 : 도승지
- 필수 부하 2 : 허승
- 필수 부하 3 : 주광현
- 경찰관 1 : 김주영
- 경찰관 2 : 이원익
- 핫바 아줌마 : 김계선
- 모텔 주인 : 전소현
- 김 전무 : 정동규
- 보경 직원 1 : 함태영
- 보경 직원 2 : 박채익
- 형사 : 김기성
- 부검의 : 하세진
- 할리 매니저 : 한설
- 부산녀 : 강혜경
- 부산 남 1 : 강규영
- 부산 남 2 : 차승호
- 양복 : 박진수
- 김 기자 : 이유수
- 안상수 기자 : 이상혁
- 호텔 매니저 1 : 신율이
- 호텔 매니저 2 : 김하얀
- 수영장 미녀 : 로라 로즈
- 기녀 1 : 한소율
- 기녀 2 : 한유림
- 가야금 기녀 : 최세윤
- 노선일보 기자 : 이동훈
- 사직구장 기자 : 이현성
- 기타리스트 1 : 임준규 (카피머신)
- 기타리스트 2 : 정호준 (카피머신)
- 섹소폰 : 성낙원 (킹스턴 루디스카)
- 승대 부인 : 고효경
- 승대 아들 : 조준상
- 철거촌 아이 1 : 장호준
- 철거촌 아이 2 : 곽지혜
- 뉴스 아나운서 (Voice) : 정혜승

### 특별출연
- 박 의원 : 이경영
- 보경 회장 : 이영후

### 우정출연
- 김승대 : 조진웅
- 무덕 : 정성화
- 목사 : 이병준
- 모텔앞 커플남 : 박병은
- 모텔앞 커플녀 : 조스타

## 제작진
- 제작투자 : 길종철
- 공동투자 : 진영아, 김학범, 채윤, 김영돈, 신강영, 남기문, 최규남, 이윤희, 정욱, 서우식
- 프로듀서 : 김대승
- 감독/각색 : 김익로
- 조감독 : 반창준
- 각본 : 천성일
- 촬영 : 이인원
- 조명 : 김재근
- 기획 : 임영호, 천성일
- 프로듀서 : 김대승
- 편집 : 최민영 (C-47 포스트 스튜디오)
- 미술 : 김성규
- 스틸 : 이한홍 (대단한 스튜디오), 민성애
- 동시녹음 : 임동석 (LIVE)
- 음악 : 한재권
- 의상 : 오상진
- 분장 : 임경란
- 동시녹음 : 임동석
- 특수효과 : 정도안, 이희경 (데몰리션)
- 시각효과 : 이호승, 김백철
- 무술감독 : 고현웅 (씨네 히어로즈)
- 스틸 : 이한홍 (대단한 Studio), 민성애
- 음향 : 이승철, 한명환 (웨이브랩)
- 연출팀 : 서동진, 김재원
- 연출지원 : 김화현
- 투자총괄 : 박철수
- 투자책임 : 방옥경
- 투자진행 : 이주현, 김나영
- 프로덕선 슈퍼바이저 : 박아영
- 제작실장 : 최효준
- 제작부장 : 한정아, 진상혁
- 제작부 : 류민수, 남하늘, 김성호
- 제작회계 : 박선미
- 제작지원 : 최승현
- 필름 래버러토리 : SDL
- 테크널감독 : 윤광병
- 랩 매니저 : 우순도, 정행숙